# Храпко, Василий Лазаревич
Василий Лазаревич Храпко (4 марта 1913 — 2 января 1980) — участник Великой Отечественной войны, сапёр-разведчик взвода управления 41-го инженерно-сапёрного батальона (59-я отдельная инженерно-сапёрная бригада, 60-я армия, 1-й Украинский фронт), гвардии старший сержант, кавалер ордена Славы трёх степеней.

## Биография
Родился 4 марта 1913 года в станице Петровская, Темрюкского отдела Кубанской области, ныне Славянского района Краснодарского края в семье потомственного казака Лазаря Антоновича Храпко. Русский. Окончил 8 классов. Работал в колхозе.

### Срочная служба
В 1935-1937 годах проходил срочную службу в Красной армии.

### На фронте
В июне 1941 года был вновь призван в армию. С августа 1941 года участвовал в боях с немецко-фашистскими захватчиками. Воевал на Брянском, Северо-Западном, Центральном и 1-м Украинском фронтах. К весне 1944 года ефрейтор Храпко воевал в составе 41-го инженерно-сапёрного батальона 59-й отдельной инженерно-сапёрной бригады. В её составе прошёл до Победы.
В мае 1944 года получил первую боевую награду — медаль «За отвагу» за то, что в период с 29 марта по 3 апреля 1944 года, действуя в тылу врага, вёл наблюдение и доставил ценные сведения командованию 28-го стрелкового корпуса. 2 апреля на установленных им минах подорвались бронетранспортёр и 12 гитлеровцев.
В период с 6 по 13 мая 1944 года в районе города Зборов (Тернопольская область, Украина) ефрейтор Храпко, действуя с группой разведчиков в глубоком тылу противника, установил систему оборонительных сооружений, размещение гарнизонов в населённых пунктах, местонахождение артиллерийских и миномётных батарей. Приказом по войскам 60-й армии от 28 июня 1944 года (№146/н) был награждён орденом Славы 3-й степени.
В период с 14 по 24 сентября 1944 года, действуя в группе разведчиков в глубоком тылу, в 50 км за линией фронта, близ города Дембица (Польша), ефрейтор Храпко вёл разведку оборонительных рубежей, состава гарнизонов, мест их сосредоточения. Все разведывательные данные своевременно передавались по радио командованию. Приказом по войскам 60-й армии от 6 ноября 1944 года был награждён орденом Славы 2-й степени.
В зимних боях 1945 года в составе разведывательных групп старший сержант Храпко 7 раз проходил через линию обороны противника, проделывая проходы в минных полях и проволочных заграждениях, обеспечивая возможность продвижения разведгрупп, за что был награждён орденом Отечественной войны 2-й степени. В апреле 1945 года старший сержант Храпко, участвуя в неоднократных разведывательных поисках в тылу противника, в районе города Троппау (Германия, ныне город Опава, Чехия) и около населённого пункта Гросс-Херлиц (ныне Геральтице, северо-западнее города Опава) вместе с другими разведчиками установил расположение дотов и полевых укреплений противника по реке Опава.

### В мирной жизни
В декабре 1945 года старший сержант Храпко был демобилизован, вернулся в родную станицу. Указом Президиума Верховного Совета СССР от 15 мая 1946 года был награждён орденом Славы 1-й степени, став полным кавалером ордена Славы. Старшина в отставке.
До выхода на пенсию в 1973 году работал помощником управляющего отделением колхоза «Родина». Жил в станице Петровская. Скончался 2 января 1980 года. Похоронен на кладбище станицы Петровская[2].

## Награды
- орденами Отечественной войны II степени (07.03.1945)[4]
- Орден Славы I степени (15.05.1946)
- Орден Славы II степени (06.11.1944)[5]
- Орден Славы III степени (28.06.1944)[6]
- Медаль «За отвагу»(14.05.1944)[7]
- Медаль «В ознаменование 100-летия со дня рождения Владимира Ильича Ленина» (6 апреля 1970)
- Медаль «За победу над Германией в Великой Отечественной войне 1941—1945 гг.» (9 мая 1945[8])
- Юбилейная медаль «Двадцать лет Победы в Великой Отечественной войне 1941—1945 гг.» (7 мая 1965[9])
- Юбилейная медаль «Тридцать лет Победы в Великой Отечественной войне 1941—1945 гг.»[10]
- Медаль «30 лет Советской Армии и Флота»[11]
- Юбилейная медаль «40 лет Вооружённых Сил СССР»[12]
- Юбилейная медаль «50 лет Вооружённых Сил СССР» (26 декабря 1967[13])
- Юбилейная медаль «60 лет Вооружённых Сил СССР» (28 января 1978[14])
- Знак МО СССР «25 лет Победы в Великой Отечественной войне» (24 апреля 1970[1])